# Trebižani
Trebižani este o localitate din comuna Komen, Slovenia, cu o populație de 14 locuitori.